# Bakiabad
Bakiabad é uma vila no distrito de Mirzapur, no estado indiano de Uttar Pradesh.

## Demografia
Segundo o censo de 2001, Bakiabad tinha uma população de 3979 habitantes. Os indivíduos do sexo masculino constituem 53% da população e os do sexo feminino 47%. Bakiabad tem uma taxa de literacia de 71%, superior à média nacional de 59.5%; com 60% para o sexo masculino e 40% para o sexo feminino. 11% da população está abaixo dos 6 anos de idade.